# Monsanto
Monsanto (eng. Monsanto, The Monsanto Company) je multinacionalna kompanija, koja se u prošlosti bavila proizvodnjom hemijskog oružja, čija je sadašnja osnovna delatnost biotehnologija. Monsanto je najveći proizvođač herbicida glifosata, poznatog kao Raundap (eng.Roundup). Monsanto je i najveći proizvođač genetički modifikovanog semena sa tržišnim učešćem od 70% do čak 100% kod nekih kultura. Među najpoznatijim proizvodima je Roundup Ready seme soje, modifikovano da soja može da podnese herbicid Roundup dok sve ostale biljke venu što omogućava proizvodnju bez korova.
Kao glavni eksponent genetički modifikovane hrane Monsanto je fokus mnogih antiglobalisitičkih i ekoloških kampanja posebno zbog semena soje i hormona rasta za govedinu. Jer po nekim istraživanjima koji su vršeni u Engleskoj, dokazano je da proizvodi ove kompanije truju i izazivaju razne bolesti kod ljudi, i to se vešto prikriva. Još jedan od problema sa GMO semenom koje proizvodi ova kompanija je i to što kada se jednom zaseje genetički modifikovano seme, na tom zemljištu više ništa drugo ne može da raste, dok je vlasnik semena kompanija Monsanto, koja na taj način postaje "gospodar života".
Po rečima potpredsednika Monsanta iz 1998. godine "kompanija neće garantovati sigurnost hrane koju proizvodi., jer naš cilj je što veća prodaja, a zadatak ministarstva (FDA) je da kontroliše sigurnost."

## Spoljašnje veze
- Monsanto Official site
- Стручњаци: Пацови храњени ГМ кукурузом краће живе. RTV 21. септембар 2012.
- Revealed: Monsanto GM corn caused tumors in rats, Sep 19, 2012